# Charles Sands
Charles Edward Sands (Nova York, 22 de desembre de 1865 – Brookville, Nova York, 9 d'agost de 1945) va ser golfista i tennista estatunidenc que va competir a cavall del segle xix i el segle xx.
El 1900 va prendre part en els Jocs Olímpics de París en la prova individual de golf, en què guanyà la medalla d'or, en imposar-se a Walter Rutherford i David Robertson, segon i tercer respectivament. En aquests mateixos jocs disputà tres de les proves del programa de tennis, la prova individual, el dobles masculins, formant parella amb Archibald Warren, i els dobles mixtos, junt a Georgina Jones, quedant eliminat sempre en la primera eliminatòria disputada.
Vuit anys més tard, a Londres, tornà a prendre part en uns Jocs Olímpics, en aquesta ocasió en la competició del jeu de paume, en què quedà eliminat en la primera ronda.